# بايوسي
بايوسي (BIOSCI) والمعروف أيضًا باسم Bionet، هو مجموعة من منتديات الاتصالات الإلكترونية التي يستخدمها علماء الأحياء حول العالم. وهي تتضمن مجموعات أخبار أعضاء الموقع وقوائم البريد الإلكتروني المتوازية، مع أرشيفات عامة منذ عام 1992 على www.bio.net. يوفر الموقع أخبارًا عامة لمجالات مثل طرق البيولوجيا الجزيئية وبرمجيات المعلوماتية الحيوية وعلم الأحياء الحسابي، وعلم السموم، والعديد من الكائنات الحية بما في ذلك الخميرة، والديدان ولنبات وذبابة الفاكهة وغيرها.

## روابط خارجية
- IUBio Archive
- Dave Kristofferson on BIOSCI
- NIH support of GenBank/BIOSCI